# Philematium
Philematium è un genere di coleotteri appartenente alla famiglia Cerambycidae.

## Tassonomia
- Philematium astoboricum
- Philematium calcaratum
- Philematium chromalizoides
- Philematium currori
- Philematium debile
- Philematium femorale
- Philematium festum
- Philematium ghesquierei
- Philematium greeffi
- Philematium mussardi
- Philematium rugosum
- Philematium swahili
- Philematium virens